# Clarendon Fund
La Fondazione Clarendon (Clarendon Fund) o borsa di studio Clarendon è un'ambita borsa di studio disponibile per gli studenti della prestigiosa Università di Oxford. 
Fondato nel 2000 e attivo dal 2001, il fondo Clarendon, finanzia circa 140 borse di studio disponibili per i più brillanti studenti graduate (ovvero coloro i quali hanno già conseguito una laurea Bachelor’s Degree) che si sono distinti per la loro eccellenza accademica.
La borsa di studio Clarendon consente agli studenti più competitivi e dotati di accedere agli studi graduate, come Master's Degrees, Master's di ricerca, e Dottorati di ricerca (ovvero Ph.D, chiamato "D.Phil" all'Università di Oxford). 
Il contributo monetario offerto agli studenti consiste nel pagamento delle tasse dell'Università e del College e fornisce inoltre un generoso stipendio.
Gli studenti che hanno accesso ad una Clarendon Scholarship sono chiamati Clarendon Scholars e sono parte di una comunità molto attiva che organizza incontri, cene, feste, conferenze e lezioni. Inoltre essere un Clarendon Scholar garantisce la possibilità di prender parte al Global Scholar Symposium Archiviato il 12 febbraio 2015 in Internet Archive. insieme ad altri studenti selezionati fra le migliori scholarships delle Università di Oxford, Cambridge e Londra.

## Storia
Finanziato dalla Oxford University Press (OUP), il Fondo Clarendon fu ufficializzato dal Consiglio dell'Università nel 2000 e reso attivo nell'anno successivo. Come dichiarato dal Consiglio stesso, il principale obbiettivo della fondazione è quello di aiutare i migliori studenti graduate che hanno l'opportunità di studiare in questa Università indipendentemente dalla loro disponibilità finanziaria in modo da non creare distinzioni all'interno di questa comunità d'eccellenza. 
Dall'anno 2011, a distanza di dieci anni dalla fondazione del Clarendon Fund, la borsa di studio è stata resa disponibile agli studenti di ogni nazionalità includendo i cittadini europei. In quell'anno tre studenti italiani ebbero l'onore di venir selezionati; i loro profili si possono consultare online sulla pagina dedicata a tutti gli studenti Clarendon sul sito ufficiale. 

## Criteri di selezione
Ogni studente a cui sia stata offerta una posizione graduate all'Università di Oxford è automaticamente considerato come candidato per una borsa di studio Clarendon. In questo modo il criterio di selezione è ancor più strettamente basato sull'eccellenza accademica, la capacità di distinguersi nel proprio campo di ricerca e soprattutto le future potenzialità di sviluppo dello studente. La filosofia del Fondo Clarendon, e di Oxford in generale, è quella di promuovere le menti più brillanti nei loro studi per costruire i leader del domani. 
Nel processo di selezione si cerca di premiare tutte le divisioni accademiche dell'Università favorendo l'aspetto interdisciplinare della comunità Clarendon. 
Fra gli studenti dell'Università di Oxford solo il 2% si aggiudica una borsa di studio Clarendon.

## La simbologia
Edward Hyde, conosciuto come Earl of Clarendon e Chancellor of the University of Oxford dal 1660 al 1667, pubblicò un'opera, The History of the Rebellion, riguardante la guerra civile inglese del XVII secolo. I guadagni ottenuti dalle vendite del libro vennero utilizzati per la costruzione del Clarendon Building in Broad Street, nel cuore di Oxford. Ad oggi tale edificio è di proprietà della Oxford University Press che lo scelse come nome per la Fondazione.
Il logo della Scholarship riproduce le statue delle muse sul tetto dell'edificio, uno degli elementi caratteristici dell'orizzonte di Oxford.